# Хуан Акунья
Хуан Акунья Найя (ісп. Juan Acuña Naya, 14 лютого 1923, Ла-Корунья — 30 серпня 2001, Ла-Корунья) — іспанський футболіст, що грав на позиції воротаря, зокрема, за клуб «Депортіво», а також національну збірну Іспанії.
Чотириразовий володар Трофею Рікардо Самори — нагороди голкіперу, що має найменший показник пропущених м'ячів в середньому за гру.

## Клубна кар'єра
У футболі дебютував виступами за команду «Спортінг Корун'єс».
Згодом захищав кольори клубу «Еурека».
1938 року перейшов до клубу «Депортіво», за який відіграв 17 сезонів. Завершив професійну кар'єру футболіста виступами за команду з Ла-Коруньї у 1955 році.

## Виступи за збірну
1941 року дебютував в офіційних матчах у складі національної збірної Іспанії. Протягом кар'єри у національній команді провів у її формі 1 матч.
Був присутній в заявці збірної на чемпіонаті світу 1950 року у Бразилії, але на поле не виходив.
Помер 30 серпня 2001 року на 79-му році життя у місті Ла-Корунья.

## Титули і досягнення
Володар Трофею Рікардо Самори (4): 1941–1942, 1942–1943, 1949–1950, 1950–1951